# Vasili Ignatenko
Vasili Ivanovici Ignatenko (în ucraineană Василь Іванович Ігнатенко; în belarusă Васіль Іванавіч Ігнаценка; în rusă Василий Иванович Игнатенко; 13 martie 1961 – 13 mai 1986) a fost unul dintre primii pompieri sovietici mobilizați să răspundă pe teren pentru stingerea incendiului produs în urma exploziei reactorului 4 al centralei nucleare de la Cernobîl. Fiind expus unei doze fatale de radiații, Ignatenko a murit din cauza sindromului de iradiere acută pe 13 mai 1986. 
Din cauza nivelului mare de radiații trupul lui Ignatenko a fost sigilat într-un sicriu metalic și înmormântat într-o groapă acoperită apoi cu beton în cimitirul Mitinskoe din Moscova, împreună cu alte 27 de persoane care au murit în catastrofa de la Cernobîl. Pentru eroismul său a fost decorat post-mortem cu Ordinul Steagul Roșu, iar în 2006 cu ordinul Erou al Ucrainei, cea mai înaltă decorație din această țară. 
Povestea lui Vasili Ignatenko a fost rememorată de soția lui, Liudmila Ignatenko, în cartea Dezastrul de la Cernobîl de Svetlana Alexievici. A devenit apoi o sursă de inspirație pentru povestea similară redată în 2019 în serialul Cernobîl, produs de HBO, unde Ignatenko este interpretat de actorul britanic Adam Nagaitis.